# Paulchen (Filmserie)
Paulchen ist eine Lustspielserie mit Paul Heidemann in der Hauptrolle. Die Titel von neun Filmen sind bekannt.

## Titel der Paulchen-Filmreihe
- 1916: Paulchen Semmelmann
- 1917: Paul und Teddy (Crossover mit der Teddy-Reihe)
- 1917: Paulchen im Liebesrausch
- 1917: Paulchen, der Mohrenknabe
- 1918: Paulchen heiratet seine Schwiegermutter
- 1918: Paulchen Pechnelke
- 1918: Paulchen Semmelmanns Flegeljahre
- 1918: Paulchens Millionenkuss
- 1925: Der behexte Neptun. Paulchen als Sportsmann

## Anmerkung
1. ↑  Die Liste ist nach Jahren, dann alphabetisch sortiert. Ob dies alle Filme sind, ist derzeit unbekannt. (Stand: September 2013)